# هیوه‌چی مرکزی
هیوه‌چی مرکزی ، روستایی است از توابع بخش مرکزی شهرستان گنبد کاووس در استان گلستان ایران.مردم خوبی هستند.ترکمن،زابلی،بلوچ،کاشمری.

## جمعیت
این روستا در دهستان باغلی ماراما قرار داشته و براساس سرشماری سال ۱۳۸۵جمعیت آن ۹۷۹نفر (۲۰۲خانوار) بوده‌است.